# سامکو
سامکو (انگلیسی: SUMCO) شرکت الکترونیک ژاپنی است، که در سال ۱۹۹۹ تأسیس شد.